# Idiomorfizem
Idiomorfni (iz grškega ἴδιος [ídios] - lasten in μορφή  [morfé] – oblika) ali euhedralni  (iz grškega ευ [eu] - dober  in έδρον [hedron] - oblika) so kristali, ki imajo dobro razvite in lahko prepoznavne zunanje ploskve.
Kristali običajno nimajo ravnih ploskev in ostrih robov. Večina kristalov je namreč rasla iz ohlajajoče se tekoče magme. Med rastjo so se zaradi pomanjlkanja prostora sčasoma dotaknili drug drugega, kar je preprečilo oblikovanje pravilnih kristalnih površin ali formiranje kristala nasploh. Prisotnost idiomorfnih kristalov v kamninah zato lahko pomeni, da so kristalizirali na začetku procesa ohlajanja magme ali pa da so kristalizirali v  votlinah (geode) ali razpokah, kjer ni bilo ovir.
Idiomorfne šesterokrake zraščene kristale imajo na primer snežinke, ki imajo dovolj prostora, da se med rastjo med seboj ne dotikajo.
Nasprotje idiomorfnega kristala je kamnina z anhedralno teksturo, sestavljena iz zrn mineralov, ki nimajo razvitih kristalnih ploskev in pravilnih presekov. Anhedralni kristali rasejo v konkurenčnem okolju, kjer ni dovolj prostora za formiranje kristalnih ploskev. Obstaja tudi vmesna, tako imenovana subhedralna tekstura, s slabo ali delno razvitimi kristalnimi ploskvami. 

## Vir
- Hurlbut, Cornelius S.; Klein, Cornelis (1985). Manual of Mineralogy (20 izd.). John Wiley & Sons, New York. COBISS 12123141. ISBN 0-471-80580-7.